# إيفان روميرو
إيفان روميرو (بالإسبانية: Iván Romero Mingo)‏ (21 يوليو 1980 في إسبانيا - ) هو لاعب كرة قدم إسباني في مركز الدفاع. لعب مع أتلتيكو مدريد ب وأتلتيكو مدريد وبوليديبورتيفو إيخيذو وخيمناستيك طركونة وراسينغ فيرول ورايو فايكانو ب وريال خاين ونادي إيبار وCD San Fernando de Henares ‏ وريال سوسيداد ديبورتيفا الكالا وAD Torrejón CF ‏.

## وصلات خارجية
- إيفان روميرو على موقع قاعدة بيانات كرة القدم.إي يو (الإنجليزية)
- إيفان روميرو على موقع Soccerway.com (الإنجليزية)